# Шемахинская губерния
Шемахинская губерния — губерния Российской Империи. Административный центр — город Шемаха. Была образована высочайшим указом от 14 декабря 1846 года, когда Кавказское наместничество было разделено на четыре губернии — Шемахинскую, Тифлисскую, Кутаисскую и Дербентскую.
В 1859 году Шемаха была разрушена землетрясением. Высочайшим указом от 6 декабря управление Шемахинской губернией и все находившиеся там губернские учреждения были переведены в Баку и губерния была переименована в Бакинскую. Этим же указом Баку был возведён в степень губернского города.